# Parafia św. Józefa w New Brunswick
Parafia św. Józefa w New Brunswick (ang. St. Joseph's Parish) – parafia rzymskokatolicka położona w New Brunswick w stanie New Jersey w Stanach Zjednoczonych.
Jest ona wieloetniczną parafią w diecezji Metuchen, z mszą św. w j. polskim dla polskich imigrantów.
Ustanowiona w 1924 roku i dedykowana św. Józefowi.